# Paróquia Nossa Senhora da Penha (Ipaba)
A Paróquia Nossa Senhora da Penha é uma circunscrição eclesiástica católica brasileira sediada no município de Ipaba, no interior do estado de Minas Gerais. Faz parte da Diocese de Caratinga, estando situada na Forania de Iapu.
Seu pároco atual é o Pe. Júlio César de Souza Pereira, desde 13 de maio de 2021.

## Aspectos geográficos
A Paróquia Nossa Senhora da Penha, de Ipaba, está localizada na Forania de Inhapim, na porção norte da diocese de Caratinga. Seus limites territoriais são: ao norte e oeste com a diocese de Itabira-Coronel Fabriciano; ao sul com a paróquia de São José de Vargem Alegre; a leste com a paróquia de São Sebastião de Bugre. 
Compreende uma área de 228,49 Km2, e está subdividida em 1 matriz sede e 13 comunidades filiais, sendo que 11 destas possuem capelas. Seu território compreende todo o município de Ipaba (distrito sede e Vale Verde), e algumas áreas do município de Caratinga, sendo parte do distrito de São Cândido (algumas áreas rurais como: Córrego do Prata, Córrego Poço Fundo, Córrego Vermelho e Córrego dos Matias, a sede pertence à Paróquia de Bugre) e parte do distrito de Cordeiro de Minas (Residencial Porto Seguro, Ilha do Rio Doce e o Residencial Parques do Vale).
A maioria da população é católica. A padroeira é Nossa Senhora da Penha, cuja solenidade é celebrada na paróquia em 1º de setembro, feriado no município de Ipaba.

## Aspecto histórico
O catolicismo chegou ao então Patrimônio da Penha (hoje distrito de Vale Verde de Minas) no início do século XIX, juntamente com os primeiros moradores sem ascendência indígena. Devido a uma epidemia na localidade, os moradores se transferiram para as proximidades do Rio Doce, onde fixaram o patrimônio de São Sebastião do Ipaba, mais tarde povoado, pertencendo à Paróquia de Nossa Senhora do Rosário de Entre Folhas, à época em que Pe. José Lanzilotti era seu pároco.  
Em 8 de outubro de 1982 o povoado foi elevado à Categoria de Distrito com o nome de Ipaba, anexado ao município de Caratinga; a esse tempo a comunidade já pertencia à Paróquia São José de Vargem Alegre (que fora criada em 1959) aos cuidados do Pe. José do Carmo Lima. Em 1985, a comunidade de Ipaba e comunidades circunvizinhas foram entregues aos padres Sacramentinos de Nossa Senhora, sob a liderança do Pe. Antônio Felippe da Cunha (eleito, posteriormente, bispo de Guanhães), para realizarem trabalhos missionários e pastorais a fim de preparar a futura paróquia.  
A paróquia foi criada a 1º de janeiro de 1989, com o território totalmente desmembrado da Paróquia de Vargem Alegre. Foi a primeira paróquia criada por Dom Hélio Gonçalves Heleno desde que assumiu a diocese em 1978. Seu primeiro administrador paroquial foi o Pe. João Geraldo Rodrigues, que à época também era pároco de Iapu. Em 27 de abril de 1992 o distrito é elevado à categoria de município, sendo instalado em 1º de janeiro de 1993, data em que a paróquia completava 4 anos; nessa época, Pe. José Maria de Barros era o administrador paroquial, acumulando o ofício ao de pároco de Iapu.  
O primeiro padre residente na paróquia foi o Pe. José Antônio Nogueira, administrador paroquial a partir de 1995. Em 1999, Pe. José Carlos de Oliveira assume a administração da paróquia como seu primeiro pároco, sendo que em 2003 a deixa aos cuidados de Pe. Joaquim Rocha de Calais, seu segundo pároco. No ano de 2007 a paróquia é confiada aos cuidados de Pe. José Geraldo de Gouveia, terceiro pároco, permanecendo até março de 2009, quando tomou posse o Pe. José do Carmo Vieira como seu quarto pároco. Em novembro de 2011 ocorre um fato inédito na paróquia: Pe. Odilon Ferreira Ramos é incumbido de auxiliar como vigário paroquial, já que padre José do Carmo foi nomeado ecônomo do Seminário Diocesano, e, em fevereiro de 2012, reitor; a partir daí, Pe. Odilon se torna administrador da paróquia.  
No dia 1º de janeiro de 2014 a Paróquia celebra seu Jubileu de Prata; são 25 anos de criação. Na ocasião, a praça da Matriz foi batizada com o nome de D. Hélio Gonçalves Heleno, bispo que criou a paróquia em 1989. No dia 2 de fevereiro de 2014, Pe. José Flávio Garcia, pároco da Paróquia São José de Vargem Alegre, assume a Paróquia de Ipaba como administrador paroquial e permanece até 29 de junho do mesmo ano. Em 6 de julho, Pe. Allan Pedrosa Carvalho, até então administrador paroquial da Paróquia São Domingos de Gusmão, em Ubaporanga, torna-se o quinto pároco da paróquia, permanecendo no ofício até fevereiro de 2020.  
Em 29 de fevereiro a paróquia acolheu o seu sexto pároco, Pe. José Marcelino Pereira. Ainda em março de 2021, a paróquia recebe Pe. Antônio de Souza Alves como vigário paroquial, o segundo da história. 
Com a transferência do Pe. José Marcelino para Simonésia, em maio de 2021, foi designado para a paróquia de Ipaba seu sétimo pároco, o Pe. Júlio César de Souza Pereira, vindo também de Simonésia, empossado em 13 de maio de 2021. 

## Atuação Pastoral
A sede paroquial e suas comunidades filiais desenvolvem um trabalho conjunto coordenado pelo Conselho de Pastoral Paroquial (CPP), presidido, segundo o IX Plano Diocesano de Pastoral, pelo pároco. Cada comunidade possui o Conselho de Pastoral Comunitário (CPC) onde são desenvolvidos os trabalhos específicos das comunidades. Apesar das diferenças entre as comunidades, atuam na paróquia as Pastorais: de Animação Bíblico-Catequética, da Juventude, da Criança, Familiar, Carcerária, do Menor. Os movimentos atuantes na paróquia são: Grupos de Reflexão, Terço dos Homens, Terço das Mulheres, RCC e Missão Louvor e Glória. As associações leigas presentes são: Apostolado da Oração, Legião de Maria e Sociedade de São Vicente de Paulo.

## Lista de Párocos, Administradores e Vigários Paroquiais
- Pe. José Lanzilotti (-1959) (Ipaba como comunidade da paróquia de Entre Folhas)
- Pe. José do Carmo Lima (1959-1985 e 1986-1989) (Ipaba como comunidade da paróquia de Vargem Alegre)
- Pe. Antônio Felippe da Cunha (1985-1986) (Ipaba como área de missão pastoral para criação da nova paróquia)
- Pe. João Geraldo Rodrigues (1989) (sofreu uma parada cardíaca e veio a falecer no trânsito, próximo ao Seminário Diocesano em Caratinga)
- Pe. José Maria de Barros (1989-1995) (permaneceu apenas em Iapu com a chegada do primeiro pároco residente)
- Pe. José Antônio Nogueira (1995-1998) (primeiro pároco residente na paróquia, transferido para Ubaporanga)
- Pe. José Carlos de Oliveira (1998-2002) (transferido para Ipanema)
- Pe. Joaquim Rocha de Calais (2002-2007) (transferido para o Seminário Diocesano e Catedral em Caratinga)
- Pe. José Geraldo de Gouveia (2007-2009) (transferido para a paróquia Senhor Bom Jesus em Caratinga)
- Pe. José do Carmo Vieira (2009-2012) (assumiu a reitoria do Seminário Diocesano)
- Pe. Odilon Ferreira Ramos (2011-2014) (ficou como vigário em 2011 e assumiu como administrador paroquial em 2012, em 2014 é nomeado vigário de Vargem Alegre)[3]
- Pe. José Flávio Garcia (2014) (assumiu como administrador paroquial, sendo também pároco da Paróquia São José em Vargem Alegre)[4]
- Pe. Allan Pedrosa Carvalho (2014-2020)[5] (transferido para Inhapim)
- Pe. José Marcelino Pereira (2020-2021) (transferido para Simonésia)
- Pe. Antônio de Sousa Alves - Vigário Paroquial (2021-2023) (transferido para Divino e São João do Manhuaçu)
- Pe. Júlio César de Souza Pereira (2021-atualmente) (Pároco)

## Comunidades filiais
- Matriz Nossa Senhora da Penha - Ipaba
- Comunidade São Sebastião - Ipaba
- Comunidade Nossa Senhora das Graças - Ipaba (não possui capela)
- Comunidade São Sebastião - Distrito de Vale Verde de Minas
- Comunidade Santo Antônio de Pádua - Boachá
- Comunidade Nossa Senhora das Graças - Água Limpa dos Gonçalves
- Comunidade Nossa Senhora Aparecida - Córrego do Prata
- Comunidade Nossa Senhora da Penha - Córrego do Poço Fundo
- Comunidade Nossa Senhora Aparecida - Córrego Vermelho
- Comunidade São Sebastião - Córrego dos Matias
- Comunidade São Francisco de Assis - Residencial Porto Seguro
- Comunidade São Sebastião - Ilha do Rio Doce
- Comunidade São Sebastião - Córrego do Beija-Flor
- Comunidade São João Paulo II - Córrego do Macuco[3] (não possui capela)